# Rondskål

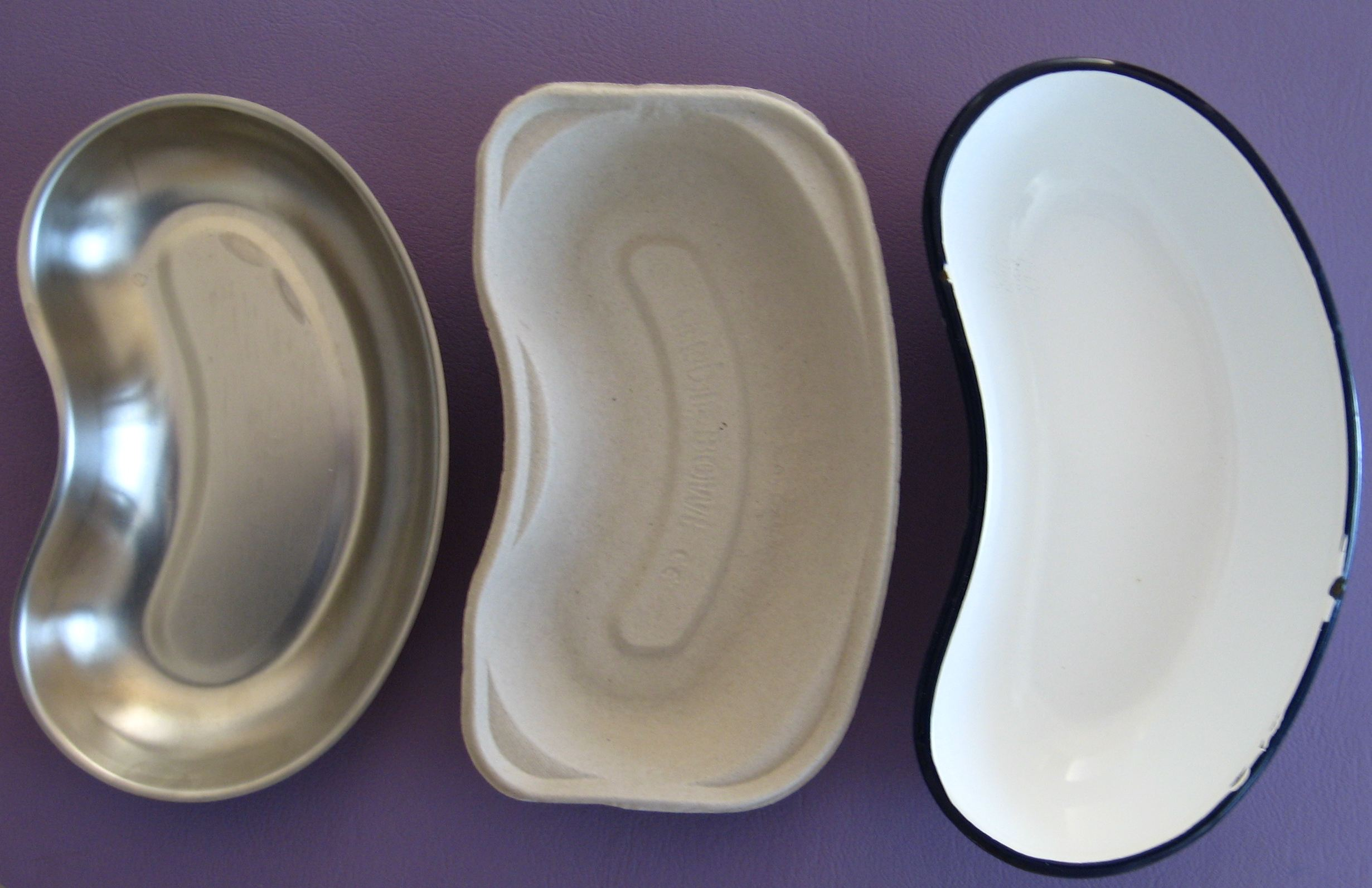
Rondskålar

En rondskål är en njur- eller bönformad skål som används på medicinska och kirurgiska avdelningar för att lägga använda förband eller annat medicinskt avfall i. Formen gör att skålen lämpar sig för att hållas mot patientens kropp och på så vis samla upp spill under olika procedurer.